# Nezim Frakulla
Nezim Frakulla, connu aussi sous les noms de Nezim Berati ou Ibrahim Nezimi fut le premier poète majeur des Bejtexhinj, auteurs ottomans d'expression albanaise qui écrivaient avec des caractères arabes,.

## Biographie
Il est né à Frakull (en) dans la préfecture de Fier, et il vécut la majeure partie de sa vie à Berat.
Il étudia à Istanbul où il écrivit ses premiers poèmes en turc, persan, et peut-être en arabe avec notamment deux diwans. Il alla ensuite s'établir à Nerat où il composa des poèmes et affirma être le premier Albanais à avoir écrit des diwans.